# Dupondio

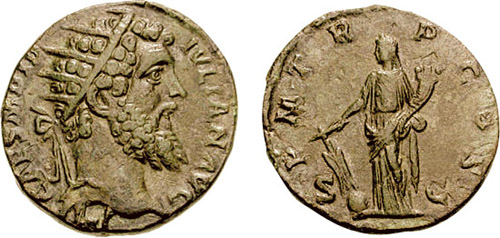
Dupondio de Didio Juliano de 192 en el que se aprecia como el busto imperial porta una corona radiada, mientras que en reverso aparece la imagen de Fortuna como Fortuna Redux.

El dupondio fue una antigua moneda romana con un valor de dos ases o de medio sestercio.

## Historia
Bajo la República, el dupondius (en español, dupondio) fue una moneda de bronce fundida con un valor equivalente a dos libras romanas.
A partir de la reforma monetaria de Augusto de 23 a. C. fue siempre acuñado en bronce, y, para distinguirlo del as y del sestercio, que, desde Nerón, muchas veces tenían módulos similares, el busto del personaje del anverso siempre aparecía coronado con una corona radiada, similar a la que portaba el dios-sol Helios.
En principio, al ser una moneda de bronce o fraccionaria, fue acuñada por los triunviri monetales a las órdenes del Senado, y, aunque fue raro, bajo Augusto, se concedió a algunas colonias y municipios el derecho de emitir dupondios. A partir de los Antoninos, fue acuñado directamente por la administración imperial.
El reverso del dupondio llevaba frecuentemente grabada la figura de Annona, diosa romana de la cosecha y la provisión de grano, así como símbolos tales como espigas, cuerno de la abundancia, modius de trigo y buques mercantes, símbolos que alaban el comercio, la prosperidad y la abundancia. La palabra “anona” aun es recogida hoy por el diccionario de la Real Academia significando “provisión de víveres”. 
El dupondio dejó de acuñarse a lo largo del siglo III.